# فردریک یکم، پادشاه سوئد
فردریک اول (به سوئدی: Fredrik I) (۲۸ آوریل ۱۶۷۶–۵ آوریل ۱۷۵۱) از ۱۷۱۸ تا ۱۷۲۰ همسر ملکه سوئد و از ۱۷۲۰ تا زمان مرگ پادشاه سوئد بود. او همچنین از سال ۱۷۳۰ حکمرانی هسه-کاسل در آلمان را بر عهده داشت. او در ۱۷۱۵ با اولریکا الیونورا خواهر کارل دوازدهم ازدواج کرد. اولریکا الیونورا پس از کشته شدن کارل دوازدهم در جنگ بزرگ شمالی، به سلطنت رسید و در ۱۷۲۰ به نفع همسرش فردریک از سلطنت کناره‌گیری کرد. فردریک در جنگ‌های جانشینی اسپانیا فرماندهی نیروهای هسه-کاسل را برعهده داشت.

## فردریک ولیعهد هسه
فردریک فرزند کارل اول حکمران کاسل و ماریا آمالیا از کورلند بود. او دورانی طولانی و به خوبی آموزش دیده بود و در دوران جوانی به هلند، سوئیس، ایتالیا، دانمارک و آلمان سفر کرد بود. او همچنین در هنگام دیدار پدرش از ایتالیا امور حکمرانی را در دوره جوانی بر عهده گرفته بود. در ۳۱ می سال ۱۷۰۰ با عموزاده اش لویسا دورتئا ازدواج کرد. همسرش در سال ۱۷۰۵ بر اثر ابتلا به بیماری آبله درگذشت. آن‌ها فاقد فرزند بودند. فردریک که همسرش را از دست داده بود در خاندانهای سلطنتی اروپا بدنبال همسر جدیدی می‌گشت، چشمش به اولریکا الیونورا افتاد که به نظر او برایش بسیار مناسب بود زیرا او تنها خواهر زنده کارل دوازدهم بود و به احتمال جانشین او نیز می‌شد. فردریک بلندپروازیهایی فراتر از حاکم بر هسه-کاسل داشت. او می‌خواست شاه شود یا حداقل نفوذ بسیاری بر کشوری بزرگتر داشته باشد.
زمان اندکی پس از آغاز جنگ‌های جانشینی اسپانیا (۱۷۰۱) پدر فردریک او را در خط مقدم جهت کمک به هلندیها و مشارکت در جنگ اعزام کرد. او به عنوان یک ژنرال مدالهای زیادی به خاطر شجاعت فردی اش دریافت کرد و تا زمان پایان جنگ در سال ۱۷۱۳ با قرارداد اوترخت در جبهه ائتلاف جنگید. او تحت فرماندهی اوژن ساووا و هرتیگ آو مارلبوروگ خدمت کرد. در طی جنگ او دچار جراحاتی از ناحیه سینه و سر شد. سه نفر از برادران فردریک در این جنگ جان خود را از دست دادند.
فردریک از همان سال ۱۷۱۰ گفتگو جهت ازدواج با شاهزاده سوئدی اولریکا الیونورا را آغاز کرده بود. برادش کارل دوازدهم این مسئله را طولانی کرده بود ولی بالاخره در سال ۱۷۱۴ اعلام رضایت نمود و فردریک به استکهلم سفر کرد. در ۲۴ مارس ۱۷۱۵ جشن عروسی برپا شد.
فردریک به عنوان فامیل خانواده شاهنشاهی در جنگ ۱۷۱۶ بر ضد نروژ شرکت کرد زخم عمیقی برداشت. در همان سال او به عنوان جنرالیسیمو در ارتش سوئد منصوب شد و دو سال بعد برادر زنش کارل دوازدهم را در محاصره قلعه فردریکستن همراهی کرد. بعضی از تاریخ نویسان معتقد هستند که فردریک در قتل برادرزنش کارل دوازدهم در نبرد فردریکستن دست داشته‌است. برای جانشین شدن همسرش بعد از مرگ ناگهانی کارل دوازدهم، او جرج هنریک ون گرتس که اولین حامی دوک کارل فریدریش خواهرزاده اولریکا الیونورا بود را به اتهام قتل دستگیر کرد. او همچنین دستور پایان محاصره قلعه را صادر کرد. فرمانده جنگ همچنین با به تحت نشستن مشروط همسرش اولریکا الیونورا نیز موافقت می‌کند. سپس پارلمان در یک انتخاب تشریفاتی پادشاهی او را تأیید می‌کند و به این ترتیب اولریکا الیونورا بر رقیب و خواهرزاده‌اش کارل فریدریش پیروز شد. او می‌خواست که همسرش را به مقام پادشاهی برساند اما تا سال ۱۷۱۹ پارلمان با این امر موافقت نکرد. با توافق پارلمان در سال ۱۷۱۹ فردریک مقام پادشاهی را به دست آورد.
در زمان اندکی، وفاداری و اعتماد بیش از حد ملکه به فردریک، نفوذ بسیاری را برایش در حکومت به همراه آورد. سپهسالاری که قبلاً تنها یک عنوان افتخاری بود، اکنون تبدیل به بالاترین تصمیم گیرنده و فرمانده نیروهای نظامی، با نفوذ بسیار در ترفیع نظامیان و تشکیلات جنگ شده بود. دفاع در مقابل حملات روسها در وهله اول در دستهای او بود. او برای آنکه بتواند پشتیبانی پروس و همچنین انگلستان را جهت مقابله با پتر یکم بدست آورد، از تصمیم ترک برمن و وردن برای هانوفر و پومِرانی برای پروس پشتیبانی کرد. بعد از این نیز او نقش بسزایی در این مورد ایفا کرد. درگیری او با نخست وزیر گوستاو کرون هیلم برکناری او را در پی داشت. تجربه ولیعهدی و به دست آوردن نفوذ بسیار از مشاور بودن ملکه باعث شد که سال بعد مجلس بر اساس برنامه ملکه اولریکا الیونورا عمل کرده و به تاج گذاری فردریک تن دردهد. به این شرط که پس از مرگ شوهرش دوباره به سمت خود بازگردد و حق وراثت تاج و تخت، همچنان به عقبه مردانه ملکه تعلق داشت باشد. بیست و چهارم مارس ۱۷۲۰ فردریک به عنوان شاه سوئد انتخاب و در سوم می همان سال در استکهلم تاجگذاری کرد. این ارتقاء با کاهش اختیارات بیشتر برای مقام شاهنشاهی همراه بود.

## فردریک به عنوان پادشاه

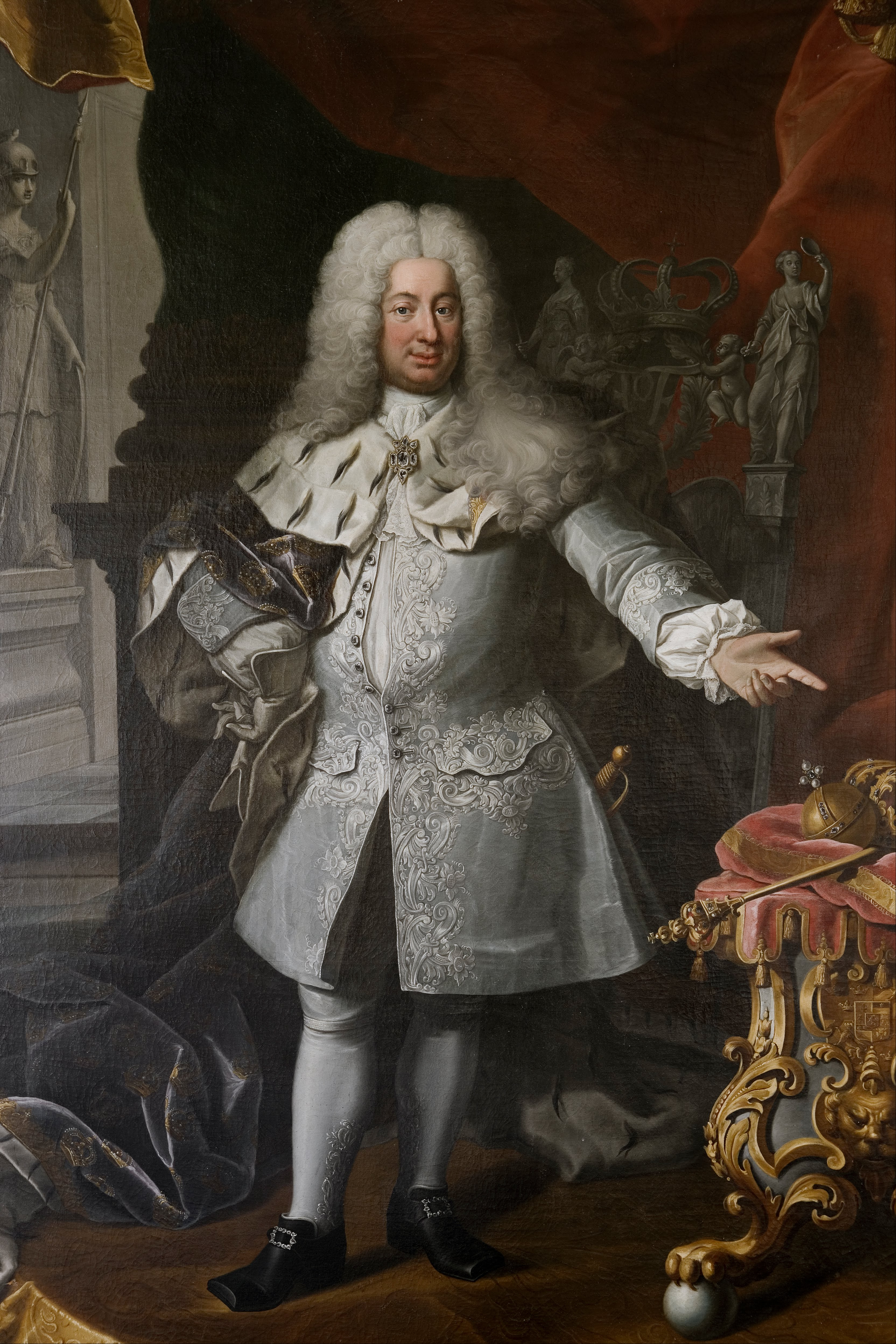
Georg Engelhardt Schröder - Fredrik I, King of Sweden 1720-1751 - Google Art Project

فردریک اول بدون شهرت و محبوبیت نمی‌توانست بر تخت بنشیند. او مردی شاد، دست و دلباز و خیراندیش بود. ظاهری با وقار داشت و مردی خوش مشرب و بشاش بود. او قدرت تشخیص بالا همراه با آموزشی نسبتاً عالی و تجربه غنی داشت. سخاوت و آغوش باز او باعث می‌شد که او با آسانی دوستان و طرفداران بسیاری به دست آورد. او بر اساس نیاز و شرایط می‌توانست انرژی بخش باشد. او این را بارها در موقعیتهای مختلف جنگی نشان داده بود. اما بعد گذشت چند سال از تاجگذاری او این شهرت فردی را از دست داد. این امر تا اندازه‌ای متأثر از نتیجه پیمان نیستاد در سال ۱۷۲۱ بود. عده‌ای بر این باور بودند که او در مذاکره با تزار، بیشتر به فکر خود بوده‌است تا به فکر سوئد و بنابراین لیوونی و اِستونی و انگرمنلند و بخش‌هایی از کارلیا را به روسیه واگذار کرده‌است. اگوست استریندبرگ ٬او را بدترین شاه سوئد می‌دانست که نمی‌توانست سوئدی صحبت کند و هنوز یک حکمران محلی در آلمان بود.
خوشگذرانی و تلاشهای آشکار او بر ضد قانون اساسی جدید و بسط قدرت سرزنشهایی را در پی داشت که باعث تقویت مخالفانی شد که در مجلس سال ۱۷۲۳ جمع شدند. یک پیشنهاد از سوی نماینده دهقانان در مجلس جهت افزایش قدرت شاه نتنها نتیجه بخش نبود بلکه باعث تحریک و استنطاق نیز شد. شاه بلافاصله خودش دست به کار شد تا از مجلس پوزش بخواهد و وفاداریش را به قانون اساسی نشان دهد. حزب هولشتاین که از سوی روسها پشتیبانی می‌شد خطری جدی برای شاه بود و باعث شد که سال‌های بعد تخت پادشاهی فردریک اول متزلزل باشد. تا آن زمان که نخست وزیر وقت آروید هورن با استفاده از موقعیت مناسب در مجلس و در طی سال‌های ۲۷–۱۷۲۶ توانست نفوذ روسها و حزب هولشتاین را کاهش دهد. هر چند او نزدیک سه دهه بر تخت سلطنت باقی ماند اما از سال ۱۷۲۳ نقش مستقل او در سیاست پایان یافت. بجای آن یک قانون اساسی جهت ایجاد پارلمانتاریسم و دادن اختیارات تام به مجلس تدوین شد. از دهه ۱۷۳۰ به بعد رفته رفته نظام پادشاهی تنها به یک سمبل و نماد تبدیل شد. قدرت واقعی فردریک اول به انتصاب سفیران در بخش‌هایی خاص و نفوذی اندک در سیاست خارجی تقلیل داده شد. هرچند تعادل بین احزاب گاهی اتحاد با او را ارزشمند می‌ساخت. او نقش چندانی در اقتصاد غنی و توسعه فرهنگ معنوی به وجو آمده در طی سال‌های ۳۰–۱۷۲۰ نداشت. او برای همیشه به عنوان یک بیگانه برای مردم سوئد باقی ماند و هرگز زبان آن‌ها را یادنگرفت. سال‌های پایان عمر او چندان فرد مفیدی نبود. راحت طلبی و زیاده خواهی مادرزادیش رفته رفته بیشتر می‌شد و به تنبلی روحی، سستی اخلاقی او منجر شد. بیشتر وقت او به شکار و نوشیدن ویا معاشرت با درباریان و معشوقه‌هایش می‌گذشت.
از سال ۱۷۳۰ به بعد فردریک وارد رابطه‌ای عاشقانه با هدویگ تاوبه شانزده ساله و ندیمه دربار شد. او دختر ادوراد دیرک تاوبه عضو مجلس اعلا بود گه بعدها به سمت کنتکس در ونهسنستین منصوب شد. این رابطه که نتیجه آن دو دختر و دو پسر بود، پس از مرگ اولریکا الیونورا در سال ۱۷۴۱ بیشتر مورد پذیرش واقع شد. این رابطه هرگز به مراسم عقدی نیانجامید و تبدیل به یک آبروریزی شد و این رسوایی به عنوان نخستین معشوقه خواهی در خانواده سلطنتی سوئد تبدیل به یک مسئله سیاسی شد.
در حالی که میل شاه به معشوقه اش طلوع کرده بود، کارل گیلنبوری توانست به همراه مخالفان آروید هورن پیروز شود و اولین حزب اپوزیسیون را بنا نهد که بعدها در سال ۱۷۳۴ تبدیل به هاتپارتی شد. این حزب می‌توانست در یک چشم به هم زدن آزادی عمل شاه را محدود کند زیرا حربه معشوقه بازی شاه را که تبدیل به یک رسوایی شده بود در دست داشت. از این رو در سال ۱۷۳۹ فردریک نخست از مقاومت خود در برابر هاتپارتی جهت آماده کردن سرنوشتی ملایمتر از بقیه اعضای شورای هورن برای توبه، دست برداشت. در سال ۱۷۴۱ شاه را متقاعد کردند که در ازای منصوب شدن پسرانش به عنوان اشراف سوئدی با جنگ با روسیه موافقت کند. در سال ۱۷۴۵ معشوقه جدیدی با نام کاترینا ابا هورن گرفت که دختر سرهنگ کریستر هورن بود.
فردریک نخست رابطه خوبی با ولیعهد آدولف فردریک و همسرش داشت. او با توجه و درایت با آن‌ها رفتار می‌کرد ولی هرگز وفاداری آن‌ها را کسب نکرد و این ناشی از شیوه نادرست زندگی او بود. در سال ۱۷۴۸ فردریک اول چندین بار دچار سکته شد و از آن هنگام به بعد از یک مهر جهت امضاء مدارک در کشورداری استفاده می‌کرد. او در ۲۵ مارس ۱۷۵۱ بر اثر قانقاریا در کونگهوست در ریدارهولم استکهلم درگذشت.
از سال ۱۷۳۰به بعد او حاکم هسه-کاسل نیز بود. در سال ۱۷۳۱ او به آنجا سفر کرد و تقریباً تمام داراییش در آنجا را برای برادرش ویلیام که بعدها جانشین او شد گذاشت.

## نگارخانه

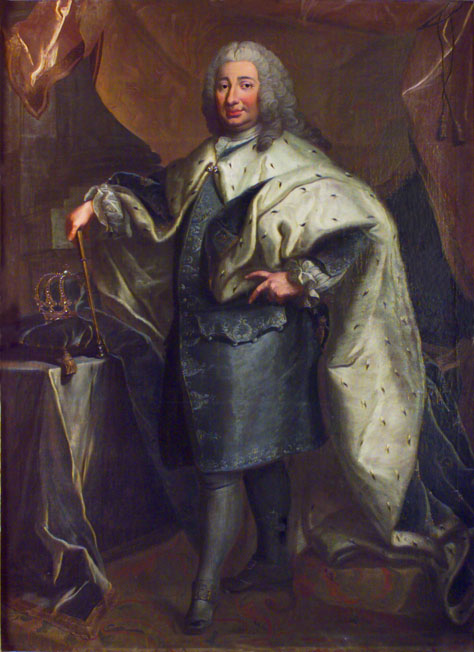
Fredrik I, king of Sweden

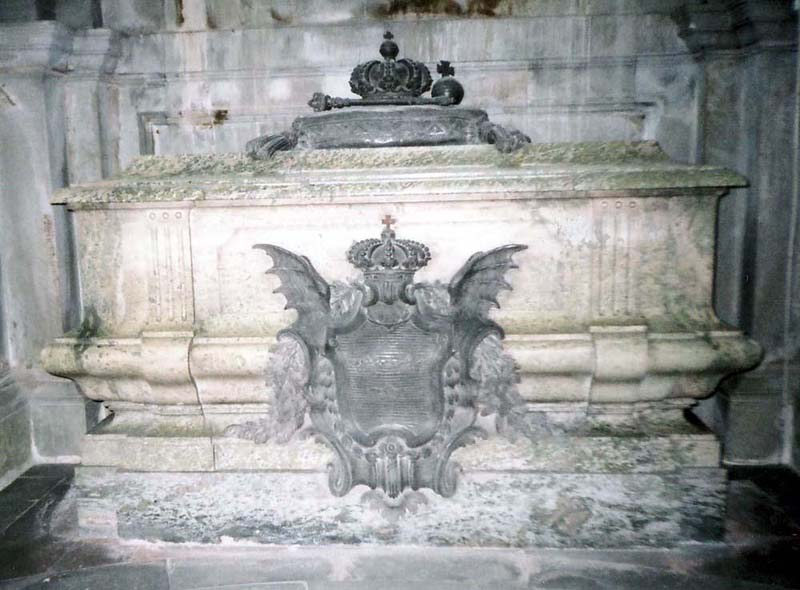
Frederick I of Sweden grave 2007

Fredrik Is rock med Serafimerorderns kedja och kors - Livrustkammaren - 86649

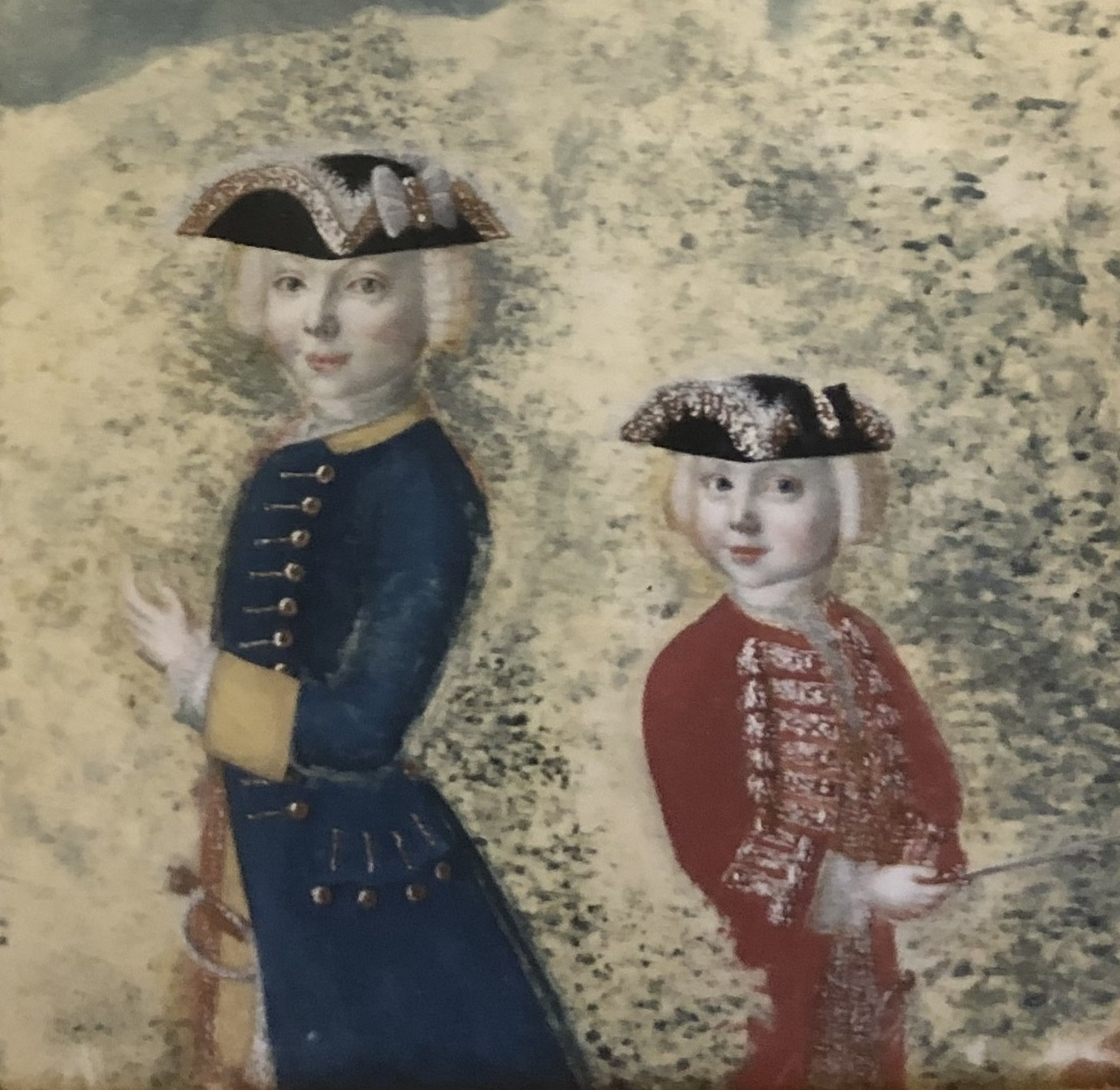
Frederick William von Hessenstein & Carl Edward von Hessenstein c 1745

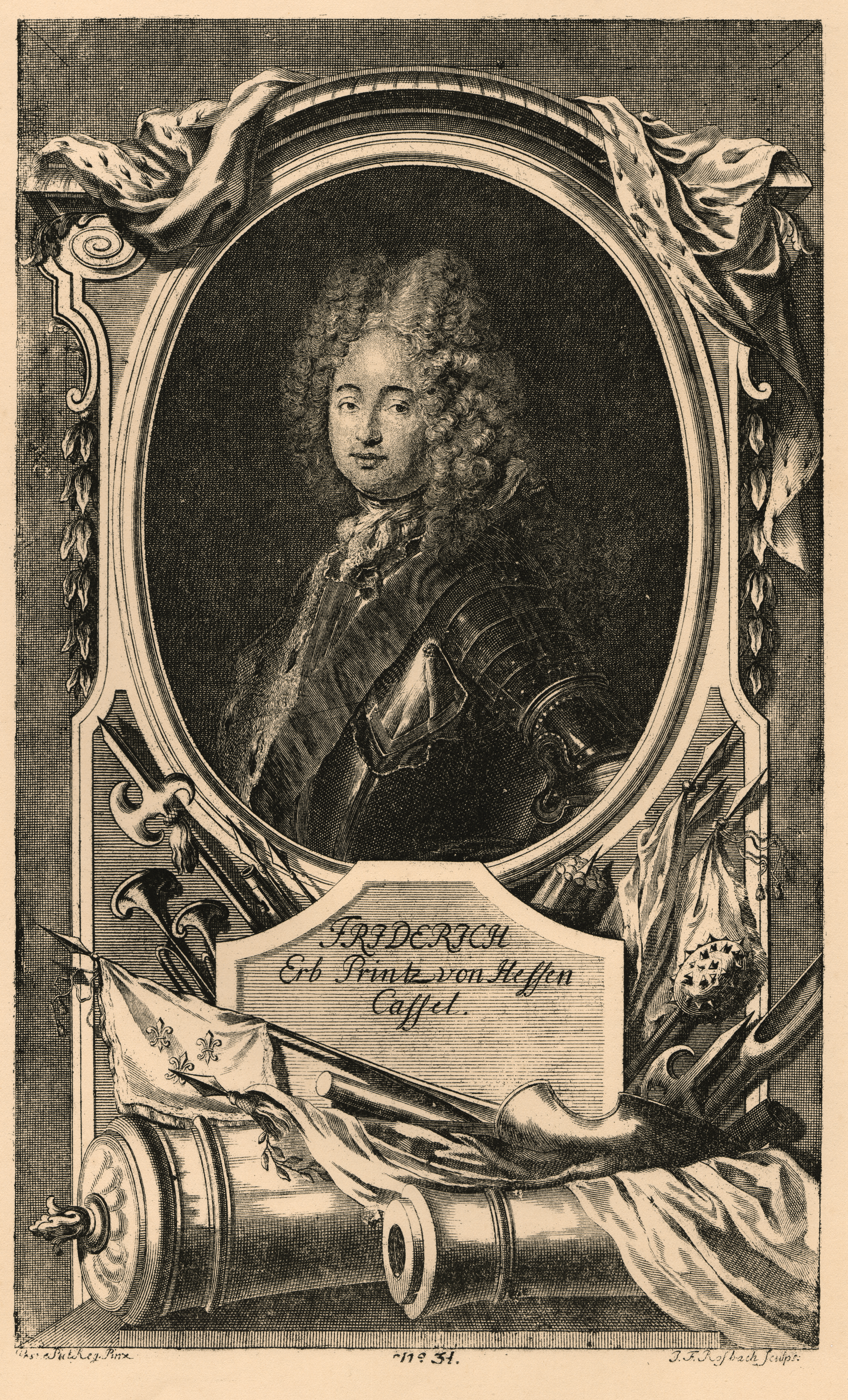
Fredrik I SP042